# Довлетабад — Дер'ялик
Довлетабад — Дер'ялик — один з основних елементів газотранспортної системи Туркменістану, який передусім забезпечує подачу ресурсу на експорт.
Перекачування блакитного палива за маршрутом Довлетабад — Дер'ялик почалось у радянські часи в межах проекту Середня Азія — Центр. У 1974—1986 роках унаслідок спорудження черг IV—I, IV—II та V тут сформувався газотранспортний коридор, що включав наступні ділянки:
- Довлетабад — КС Каракум із двома нитками діаметром по 1400 мм, які забезпечили видачу продукції гігантського Шатликського та унікального Довлетабадського родовищ;

- КС Каракум — район на південний схід від Хіви, на якій додавалась ще одна нитка діаметром 1400 км, при цьому до КС Каракум вивели трубопровід від родовищ Учаджи, Сейраб та Малай;

- район на південний схід від Хіви — КС Хіва — Дер'ялик. Тут кількість ниток у коридорі зростала за рахунок двох перших черг системи Середня Азія — Центр, які приходили зі східного напрямку. Водночас, із трьох ниток діаметром 1400 мм залишалась лише одна, тоді як дві інші переходили на діаметр 1200 мм (можливо відзначити, що на схід та захід від Хіви існувала можливість передачі частини ресурсу до газопроводу Бухара — Урал, базове родовище якого — Газлінське — вже було в основному вичерпане).

На території Турменістану для перекачування газу звели 5 компресорних станцій — Шатлик, Каракум, Чоллук (в радянські часи була відома як «Пустынная»), Іл'яли (певний час мала найменування «Гурбансолтан Едже») та  Дер'ялик. В першій половині 2000-х  дві останні були підсилені новими цехами потужністю по 90 МВт, кожен з яких мав по 5 газоперекачуючих агрегатів ГПА-Ц1 -16С/76 виробництва Сумського НВО. Крім того, у 2011-му на родовищі Довлетабад ввели в дію компресорну станцію річною пропускною здатністю біля 22 млрд м3.
Враховуючи, що КС Хіва знаходилась на узбецькій території, на початку 2000-х та у 2012-му по обхідному маршруту проклали дві нитки завдовжки дещо більше за шість десятків кілометрів з діаметрами по 1400 мм. Це дозволяло як забезпечити поставку блакитного палива до Дашогузького велаяту без перекачування ресурсу через Убекистан, так і дозволило винести трасу за межі затоплених ділянок. Загальна пропускна здатність обхідного маршруту становить понад 40 млрд м3 на рік. Інші роботи включали реконструкцію надземних балочних переходів через колектори Дер'ялик та Достлук завдовжки 2,1 км та 2 км відповідно (тоді ж були реконструйовані аналогічні переходи довжиною 3 км та 3,2 км на трасі газопроводу Наїп — Дер'ялик — так у Туркменістані позначили дві нитки діаметром по 1200 мм зі складу колишньої черги ІІ системи Середня Азія — Центр).
В 2009 році до системи підключили газопроводи Гарабіль — Давлетабад і Зеаглі-Дарваза — Іл'яли.
У 2010-х навколо компресорної станції Шатлик сформувався потужний газотранспортний хаб. Спершу в 2013-му сюди вивели двонитковий газопровід від унікального родовища Галкиниш, а у 2016-му ввели в експлуатацію трубопровід Схід — Захід, що бере початок на КС Шатлик та транспортує блакитне паливо до столичного і прикаспійського регіонів Туркменістану (крім того, ще з 20 століття працюють трубопроводи Майське — Шатлик — Абадан та Шатлик — Ашгабат).
В той же час, трубопровід від родовищ групи Малай до компресорної станції Каракум був реверсований для подачі блакитного палива на експорт по системі Центральна Азія — Китай, три нитки якої стали до ладу 2010—2014 роках.
З 2016-го Росія припинила закупівлю туркменського блакитного палива. Хоча в 2019 році постачання відновилось, його обсяг був значно меншим, аніж раніше. Таким чином, наразі головне значення системи Довлетабад — Дер'ялик полягає у подачі ресурсу на експорт до Китаю.